# HMS Champion (1915)
Pour les autres navires du même nom, voir HMS Champion.
Le HMS Champion est un croiseur léger de classe C de la Royal Navy qui a été en service pendant la Première Guerre mondiale. Il faisait partie du groupe Calliope de la classe C.

## Construction
Huit croiseurs légers furent commandés pour la Royal Navy dans le budget de 1913. Les six navires de la sous-classe Caroline utilisaient des moteurs à turbine à propulsion directe conventionnels, mais les deux suivants, les HMS Champion et Calliope, avaient des moteurs de conception expérimentale utilisant la réduction orientée pour correspondre aux vitesses de travail optimales des turbines et des hélices. Cela faisait suite à des conceptions expérimentales commandées en 1911 à l’aide de turbines à haute pression orientées pour les destroyers Badger et Beaver et en 1912 utilisant l’engrenage pour les turbines à haute pression et basse pression dans les destroyers Leonidas et Lucifer. Les HMS Champion et Calliope ont testé différents modèles.
Le HMS Champion a été construit par Hawthorn Leslie and Company à Tyneside, en Angleterre. Sa quille a été posée le 9 mars 1914, il a été lancé le 29 mai 1915 et achevé en décembre 1915.
Le HMS Champion avait deux arbres d'hélice, celui de bâbord étant chassé de la salle des machines le plus en arrière et le tribord plus en l’avant. L’engrenage a augmenté l’efficacité globale du moteur, permettant une réduction de la taille de la chaudière et de la turbine pour une force donnée fournie par les hélices, de sorte que la conception initiale a réduit la taille de la chaufferie et a réduit la puissance nominale développée de 40 000 chevaux-vapeur (ch) (29,8 mégawatts) à 37 500 ch (28,0 MW). Toutefois, au cours des travaux, des modifications ont été apportées pour augmenter à nouveau la capacité de la chaudière et ajouter des turbines de croisière qui ont fait retourner le navire à la puissance nominale des navires normaux de la classe Caroline. La vitesse maximale de rotation de l’hélice était de 340 tours par minute. Les essais comparant les HMS Champion et Caroline ont montré qu’à une puissance réelle développée de 41 000 ch (30,6 MW) égale dans les deux navires, le HMS Champion atteignait une vitesse de 29,5 nœuds en utilisant 470 tonnes de carburant par jour, tandis que le HMS Caroline atteignait 29 nœuds en utilisant 550 tonnes de carburant par jour. Le navire pouvait atteindre 28 nœuds en fonctionnant à la puissance inférieure de 31 000 ch (23,1 MW).

## Histoire

### Première Guerre mondiale
Le HMS Champion est mis en service dans la Royal Navy le 20 décembre 1915. Il a été affecté à la Grand Fleet à la fin, servant comme chef de la 13e flottille de destroyers jusqu’à la fin de la Première Guerre mondiale et jusqu’au début de 1919. Il a combattu les 31 mai et 1er juin 1916 à la bataille du Jutland, au cours de laquelle il a également été le navire amiral du Commodore (D), le commandant supérieur des destroyers de la flotte.

### Après-guerre
Le HMS Champion servit brièvement dans la 2e Escadre de croiseurs légers en 1919. De 1919 à 1924, il est rattaché à la Royal Navy Torpedo School, HMS Vernon, en cours de rénovation. Il est mis hors service et placé sous contrôle du chantier naval à Portsmouth en octobre 1924.
En mai 1925, le HMS Champion est réarmé pour servir de navire-école d’artillerie. Il a été rattaché à la Signal School en 1928 et a été utilisé cette année-là comme banc d'essais pour la première télécommande de contrôle de puissance (RPC) des systèmes d’artillerie de la Royal Navy. Il est déclassé en décembre 1933 et placé sous contrôle du chantier naval.

### Élimination
Le HMS Champion a été vendu le 28 juillet 1934 à Metal Industries de Rosyth, en Écosse, pour la démolition.